# Sillery
Sillery is een gemeente in het Franse departement Marne (regio Grand Est). De plaats maakt deel uit van het arrondissement Reims. Sillery telde op 1 januari 2022 1.830 inwoners.

## Geografie
De oppervlakte van Sillery bedroeg op 1 januari 2022 9,2 vierkante kilometer; de bevolkingsdichtheid was toen 198,9 inwoners per km².

## Wijnbouw
Sillery was in de 18e en 19e eeuw een plaatsnaam die met champagne was verbonden. De plaats dankte deze roem aan de brularts, markiezen van Silery. De plaats ligt aan de voet van de Montagne de Reims en staat op de lijst van Grand cru-gemeenten van de Champagne. Deze plaats dankt Sillery aan het verleden toen de ligging vlak bij de kelders in Reims nog van groot belang was voor de klassering. Tegenwoordig is Sillery vooral een centrum van de suikerbietenteelt. In het plaatsje staat een suikerfabriek.
Champagnes die vroeger etiketten met de naam Sillery droegen waren Sillery Mousseaux, Tisane de Sillery, Dry Sillery, Fleur de Sillery, Sillery Grand Mousseaux en Sillery Supérieur. Daarmee was niet gezegd dat al deze wijnen uit Sillery kwamen of van druiven uit die gemeente waren geassembleerd, Sillery was nu eenmaal synoniem met champagne.

## Demografie
Onderstaande figuur toont het verloop van het inwonertal (bron: INSEE-tellingen).